# Quận Los Angeles, California
Quận Los Angeles (/lɔːs ˈændʒələs/ ⓘ; tiếng Tây Ban Nha: Los Ángeles, phát âm tiếng Tây Ban Nha: [lˈos ˈaŋxeles]; có nghĩa là "những thiên thần") là một quận ở tiểu bang California và là quận đông người nhất ở Hoa Kỳ. Cục Thống kê Dân số Hoa Kỳ ước lượng dân số năm 2005 là 9.758.886 dân cư, trong khi chính phủ tiểu bang ước lượng dân số 10.245.672 người vào ngày 1 tháng 1 năm 2006. Quận lỵ là thành phố Los Angeles.
Quận này có 88 thành phố được tổ chức và nhiều khu vực giống thành phố mà chưa được tổ chức. Vùng ven biển trong quận được thành thị hóa nhiều, trong khi có vùng sa mạc rộng rãi ít người hơn vào thung lũng Santa Clarita và nhất là ở thung lũng Linh dương (Antelope Valley), bao gồm phía đông bắc của Quận Los Angeles cùng với phía đông Quận Kern, nó giáp Quận Los Angeles về phía bắc. Dãy núi San Gabriel, bao gồm Rừng Quốc gia Angeles, nằm ở giữa những vùng sa mạc lớn – tất cả khoảng 40% diện tích ở quận – và những vùng thành thị ở phía trung và nam.
Quận Los Angeles bao gồm phần nhiều những thành phố chính thuộc vùng đô thị Đại Los Angeles, và là quận quan trọng nhất trong năm quận ở vùng này. Vào năm 2004, dân số quận hơn dân số của 42 tiểu bang và có hơn một phần tư của các dân cư California.

## Lịch sử
Quận Los Angeles là một trong các quận ban đầu của California được thành lập vào lúc California trở thành tiểu bang của Hoa Kỳ năm 1850. Nhiều phần lãnh thổ của quận được chia sang cho Quận San Bernardino năm 1853, cho Quận Kern năm 1866 và cho Quận Cam năm 1899.
Phần lớn lịch sử của quận có được nhắc đến trong những bài viết khác bao gồm các thành phố và các vùng dân cư cấu thành của nó.

## Địa lý
Với 4.061 dặm vuông (10.517 km²), Quận Los Angeles có 70 dặm ranh giới là duyên hải Thái Bình Dương và bao bọc vô số những cảnh quanh thiên nhiên khác bao gồm những dãy núi cao, những thung lũng sâu, rừng, đảo, hồ, sông, và hoang mạc. Nói về chi tiết hơn thì quận có các con sông như sau: Sông Los Angeles, Sông Rio Hondo, Sông San Gabriel và Sông Santa Clara. Những dãy núi chính là Dãy núi Santa Monica và Dãy núi San Gabriel. Nó cũng bao gồm phần cận tây nhất của Hoang mạc Mojave, và Đảo San Clemente và Đảo Santa Catalina trong Thái Bình Dương.
Phần đông dân số Quận Los Angeles tập trung ở phần miền nam và tây nam của quận. Các trung tâm dân số là Lồng chảo Los Angeles và Thung lũng San Fernando và Thung lũng San Gabriel. Dân số tương đối tập trung ở Thung lũng Santa Clarita, Thung lũng Crescenta và Thung lũng Antelope. Vùng phía bắc của Thung lũng Santa Clarita (Quận Tây bắc Los Angeles gần Quận Ventura và Quận Kern) đa số là đồi núi, ghập ghềnh, rừng mọc tốt tươi phủ đầy loại cây tùng bách và đón nhận khá nhiều tuyết vào mùa đông. Khu vực này thì có ít người ở. Các ngọn núi trong khu vực này gồm có Dãy núi San Emigdio là phần cận nam nhất của Dãy núi Tehachapi, và Dãy núi Sierra Pelona.
Đa số những đỉnh cao nhất trong quận nằm trong Dãy núi San Gabriel là một phần của Dãy núi Transverse. Chúng gồm có Núi San Antonio (10.064 ft) ở ranh giới hai quận là Los Angeles và San Bernardino, Núi Baden-Powell (9.399 ft), Núi Burnham (8.997 ft), và ngọn núi nổi tiếng Wilson (5.710 ft) nơi có đặt Trạm quan sát Núi Wilson. Một vài đỉnh núi thấp hơn nằm trong phía tây nam, bắc và tây của Quận Los Angeles.
Quận có tổng diện tích là 12.308 km² (4.752 mi²). Trong đó có 10.518 km² (4.061 mi²) là mặt đất và 1.791 km² (691 mi²) hay 14,55% là mặt nước.

### Những khu chính trong quận
- Vùng Đại Los Angeles
- Đông: Đông Los Angeles, Thung lũng San Gabriel, Thung lũng Pomona
- Tây: Tây Los Angeles, Các thành phố biển
- Nam: South Bay, Bán đảo Palos Verdes, Nam Los Angeles, Các thành phố cửa ngỏ
- Bắc: Thung lũng San Fernando, những phần của Thung lũng Antelope và Thung lũng Santa Clarita
- Trung: Phố chính Los Angeles, Mid-Wilshire

### Các thành phố lớn nhất
| - 1. Los Angeles 3.849.378 - 2. Long Beach 463.956 - 3. Glendale 207.157 - 4. Santa Clarita 177.158 - 5. Pomona 162.140 | - 6. Torrance 148.558 - 7. Pasadena 147.262 - 8. Palmdale 145.468 - 9. Lancaster 143.818 - 10. El Monte 126.282 | - 11. Inglewood 119.212 - 12. Downey 113.587 - 13. West Covina 112.953 - 14. Norwalk 110.040 - 15. Burbank 107.921 |

### Các thành phố khác

Bản đồ các vùng đã được tổ chức trong Quận Los Angeles

| - Agoura Hills - Alhambra - Arcadia - Artesia - Avalon - Azusa - Baldwin Park - Bell - Bell Gardens - Bellflower - Beverly Hills - Bradbury - Burbank - Calabasas - Carson - Cerritos - Claremont - Commerce - Compton - Covina | - Cudahy - Culver City - Diamond Bar - Downey - Duarte - El Segundo - Gardena - Glendora - Hawaiian Gardens - Hawthorne - Hermosa Beach - Hidden Hills - Huntington Park - Industry - Inglewood - Irwindale - La Cañada Flintridge - La Habra Heights - La Mirada - La Puente | - La Verne - Lakewood - Lawndale - Lomita - Lynwood - Malibu - Manhattan Beach - Maywood - Monrovia - Montebello - Monterey Park - Norwalk - Palos Verdes Estates - Paramount - Pico Rivera - Rancho Palos Verdes - Redondo Beach - Rolling Hills - Rolling Hills Estates - Rosemead | - San Dimas - San Fernando - San Gabriel - San Marino - Santa Fe Springs - Santa Monica - Sierra Madre - Signal Hill - South El Monte - South Gate - South Pasadena - Temple City - Vernon - Walnut - West Covina - West Hollywood - Westlake Village - Whittier |

### Các cộng đồng chưa được tổ chức tại Quận Los Angeles
Các khu vực sau đây là những khu vực chưa được tổ chức của quận nằm trong phạm vi trách nhiệm trực tiếp của chính quyền quận. Đa số, nhưng không phải là tất cả, là những Nơi ấn định cho thống kê. Vì không có chính quyền thành phố, các cư dân của các khu vực này phải trình thỉnh nguyện thư lên thành viên của Ban Giám sát khi họ có phiền hà gì về chất lượng của các dịch vụ đia phương.
Nhiều trong số các cộng đồng này có hội đồng thị trấn là các bộ phận cố vấn chính thức của giám sát viên trong cộng đồng. Thường thì các hội đồng thị trấn là do cư dân trong một vùng nhất định nào đó bầu lên và có liên hệ trực tiếp đến giám sát viên và ban tham mưu để thông truyền các việc có liên quan đến cư dân. Hiện thời, Acton, Agua Dulce, Altadena, Castaic, Hacienda Heights, Juniper Hills, Quartz Hill, Rowland Heights, Topanga, và Val Verde có các hội đồng thị trấn hoạt động, mặc dù họ không được gọi bằng cái tên như vậy. 
| - Acton - Agoura - Agua Dulce - Alondra Park - Altadena - Antelope Acres - Athens - Avocado Heights - Baldwin Hills - Bassett - Big Mountain Ridge - Big Pines - Big Rock - Bouquet Canyon - Castaic - Castaic Junction | - Charter Oak - Citrus - Cornell - Del Aire - Del Sur - Del Valle - Desert View Highlands - East Compton - East La Mirada - East Los Angeles - East Pasadena - East San Gabriel - Florence-Graham - Hacienda Heights - Juniper Hills - Kinneloa Mesa | - La Crescenta-Montrose - Ladera Heights - Lake Hughes - Lake Los Angeles - Lennox - Leona Valley - Littlerock - Llano - Marina del Rey - Mayflower Village - North El Monte - Pearblossom - Quartz Hill - Rowland Heights - South San Gabriel - South San Jose Hills | - South Whittier - Stevenson Ranch - Topanga - Val Verde - Valinda - Valyermo - View Park-Windsor Hills - Vincent - Walnut Park - West Athens - West Carson - West Compton - West Puente Valley - West Whittier-Los Nietos - Westmont - Willowbrook |

Xem: Los Angeles Almanac MAP: Các khu vực chưa được tổ chức và các cộng đồng của Quận Los Angeles Lưu trữ ngày 12 tháng 10 năm 2007 tại Wayback Machine
Xem thêm: Danh sách các khu và các vùng cư dân của Los Angeles

### Các quận giáp ranh giới
- Quận Ventura, California - tây
- Quận Kern, California - bắc
- Quận San Bernardino, California - đông
- Quận Cam, California - đông nam